# 中国共产党成立100周年庆祝活动
中国共产党成立100周年庆祝活动是中国共产党在2021年为了庆祝建党100周年举行的一系列庆祝活动。庆祝活动主要包括：2021年7月1日中国共产党诞生纪念日举行庆祝大会；开展“七一勋章”评选颁授和全国优秀党员、全国优秀党务工作者、全国先进基层党组织评选表彰；开展党史学习教育；举办大型主题展览；举办文艺演出；召开理论研讨会和座谈会；创作推出一批文艺作品和出版物；开展群众性主题宣传教育活动；首次頒發光荣在党50年纪念章。

## 活动内容

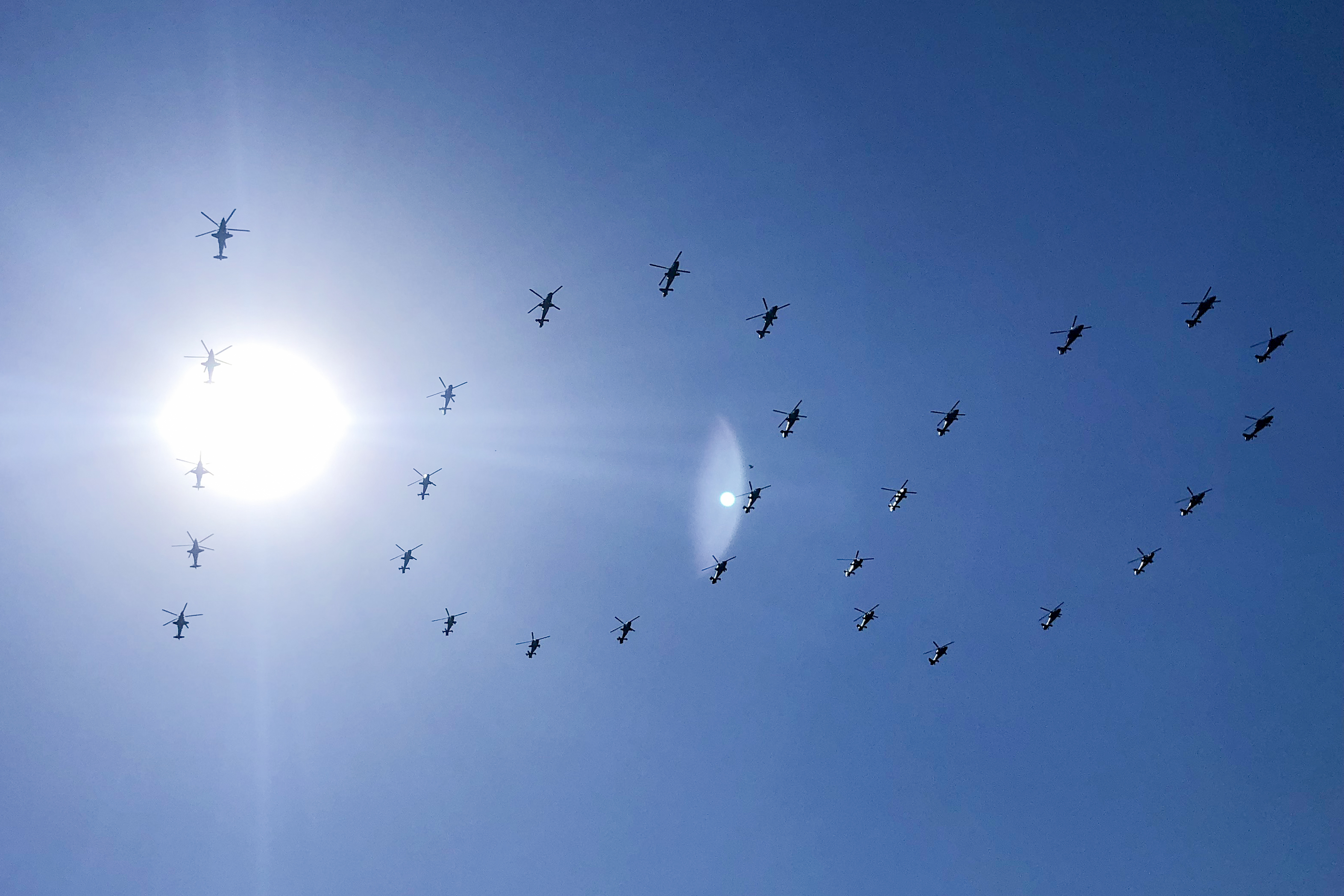
演练期间北京天安门广场上空的“100”形直升机编队

此次中国共产党成立100周年庆祝活动的主要内容包括：2021年7月1日中国共产党诞生纪念日举行庆祝大会；开展“七一勋章”评选颁授和全国“两优一先”（全国优秀党员、全国优秀党务工作者、全国先进基层党组织）评选表彰；开展党史学习教育；举办大型主题展览；举办文艺演出；召开理论研讨会和座谈会；创作推出一批文艺作品和出版物；开展群众性主题宣传教育活动。；首次頒發光荣在党50年纪念章。根据中共中央和中央军委安排，在建党百年庆祝活动中没有安排阅兵。

### 开展党史学习教育
2021年2月20日，党史学习教育动员大会在北京召开。

### 举办庆祝大会
2021年6月12日下午至13日凌晨，北京天安门地区及长安街沿线举行建党100周年庆祝大会核心要素首场演练。大会于7月1日早上8时举行。
7月1日，百年党庆大会如期在北京天安门前开场，中共中央总书记习近平发表了重要讲话。胡锦涛、温家宝等前任党和国家领导人也出席了大会，不过前中共中央总书记江泽民、前国务院总理朱镕基和前中共中央政治局常委罗干均未出席。

### 举办文艺演出

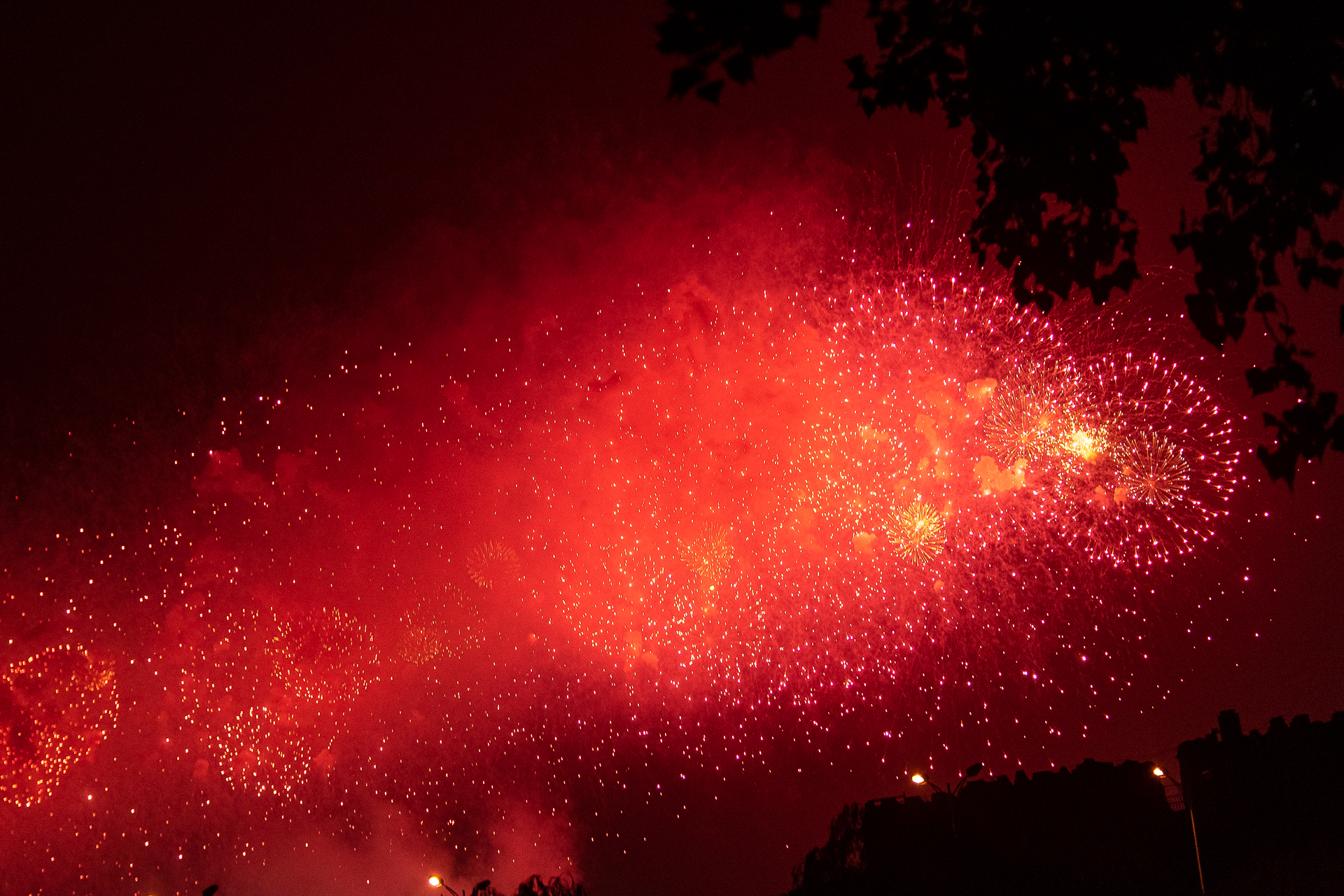
2021年6月28日晚，北京奥林匹克公园燃放的烟花

庆祝中国共产党成立100周年文艺演出《伟大征程》于2021年6月28日晚20时在北京国家体育场举行；习近平、李克强、栗战书、汪洋、王沪宁、赵乐际、韩正、王岐山等党和国家领导人，同约2万名观众一起观看演出。文艺演出以大型情景史诗形式呈现，共分为四个篇章，综合运用多种艺术手段，回顾中国共产党成立以来的百年光辉历程。期间，北京市在指定地点燃放烟花。

### 颁授七一勋章
2021年6月29日上午10时，“七一勋章”颁授仪式在人民大会堂举行。仪式上，中共中央政治局常委王沪宁宣读《中共中央关于授予“七一勋章”的决定》，授予29名同志“七一勋章”，中共中央总书记习近平为“七一勋章”获得者颁授勋章。

### 举办大型主题展览
2021年6月18日，“不忘初心、牢记使命”中国共产党历史展览在新落成的中国共产党历史展览馆开幕。后又于6月27日举办“不忘初心 牢记使命——庆祝中国共产党成立100周年美术作品展览”。

### 发行纪念币及邮品
2021年6月21日，中国人民银行发行中国共产党成立100周年纪念币一套，该套纪念币共9枚，其中金质纪念币3枚，面额100元；银质纪念币5枚，面额有50元和10元；双色铜合金纪念币1枚，面额10元。
2021年6月23日，中国邮政公布，将于2021年7月1日发行《中国共产党成立100周年》纪念邮票1套20枚，纪念封1套1枚。香港郵政於7月1日發行以中国共产党成立100周年为主题的一套四枚郵票及一張郵票小型張。澳门邮电局于7月1日发行以“中国共产党成立100周年”为主题的新邮票、主题邮折。

### 颁发光荣在党50年纪念章

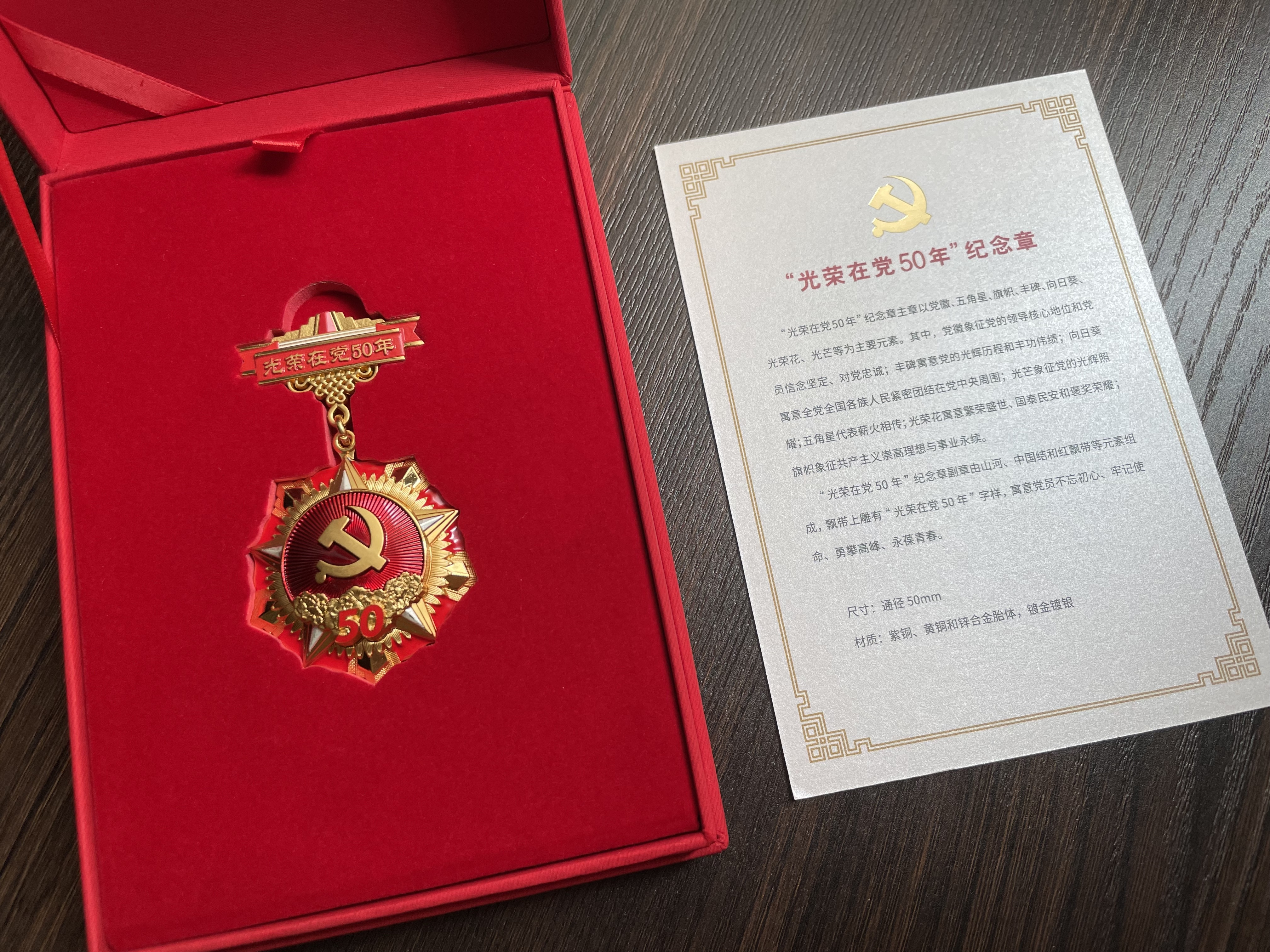
光荣在党50年纪念章 纪念章和介绍卡

自2021年6月起，首次颁发“光荣在党50年”纪念章，颁发工作将一直持续到7月1日。首次颁发后，作为一项经常性工作，一般每年“七一”都将集中颁发一次纪念章。“光荣在党50年”纪念章通径为50毫米，材质为紫铜、黄铜和锌合金胎体，镀金镀银 ，主色调为红色和金色。主章由党徽、五角星、旗帜、丰碑、向日葵、光荣花、光芒等元素构成。

### 创作推出一批文艺作品和出版物
国家广播电视总局组织开展“理想照耀中国——国家广播电视总局庆祝中国共产党成立100周年主题作品创作展播活动”。2020年12月26日、27日，上海广播电视台录制《理想照耀中国——国家广电总局庆祝中国共产党成立100周年电视剧展播特别节目》，标志庆祝中国共产党成立100周年电视剧展播活动正式启动。
2021年3月17日及6月9日，广电总局分两批公布庆祝建党100周年广播电视节目。后又于6月10日确定《敢教日月换新天》《诞生地》《红船》《风华正茂百年青》等重点纪录片目。
中华人民共和国政府及中国共产党还将创作推出一批具有较高思想艺术水平的戏剧、音乐、舞蹈、电影、电视剧等各类优秀文艺作品。推出一批重点党史著作和理论文章。6月27日，中国中央电视台报道称，中央党史和文献研究院已编写《中国共产党一百年大事记》，将于6月28日至30日在《人民日报》分三次刊发。人民出版社将于近期出版单行本。7月，由中央编译出版社翻译的《中国共产党简史》（英文版）将发行。

## 各地活动
排名按照汉语拼音顺序排列。

### 安徽省
6月28日晚上，安徽省庆祝中国共产党成立100周年大型文艺演出《百年正风华》在安徽大剧院举行。此外，安徽省内各地举办了相关庆祝活动。6月25日，庆祝中国共产党成立100周年文艺演出暨主题书画展活动在安徽省九华山大愿文化园举行。

### 北京市

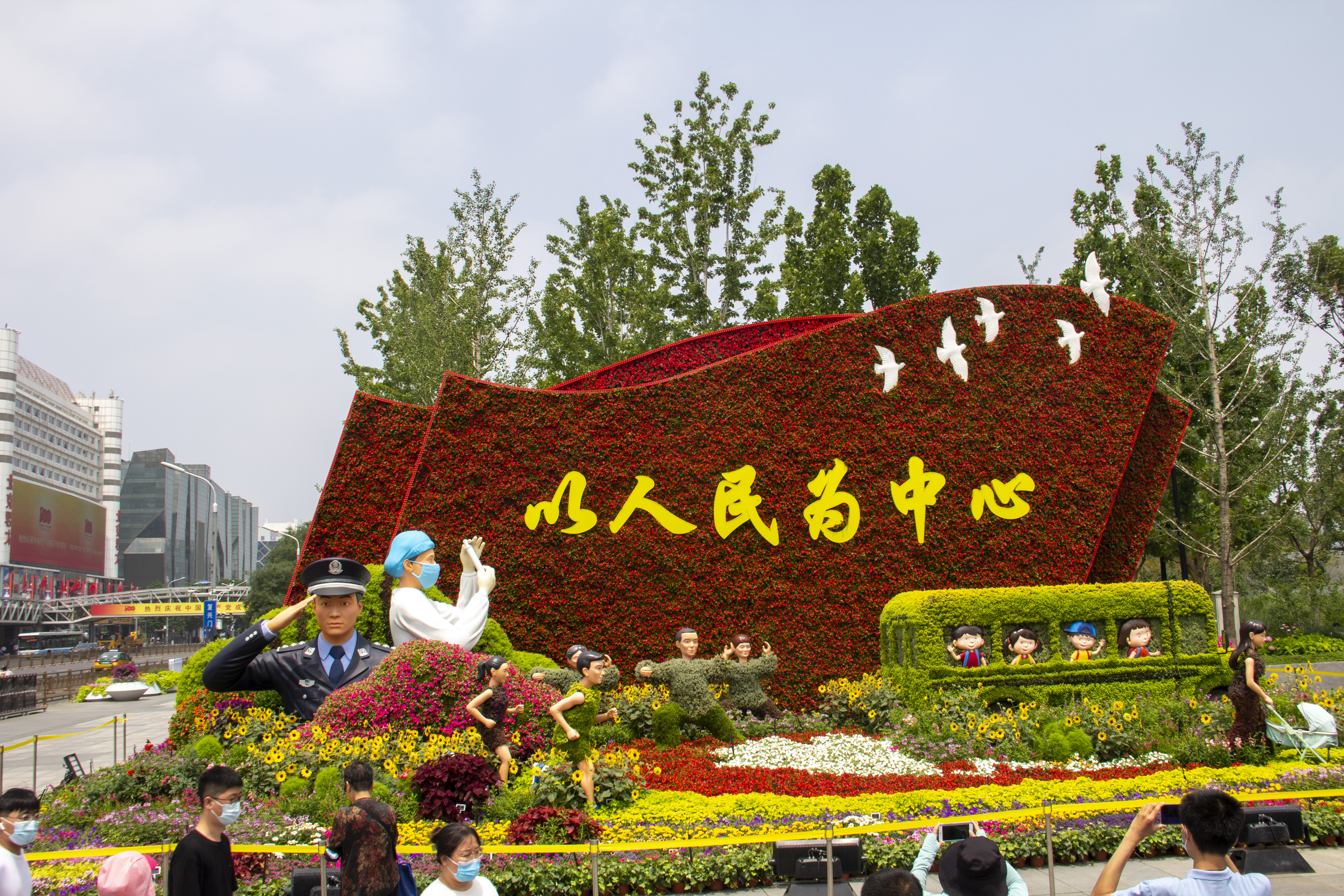
西单路口的主题花坛

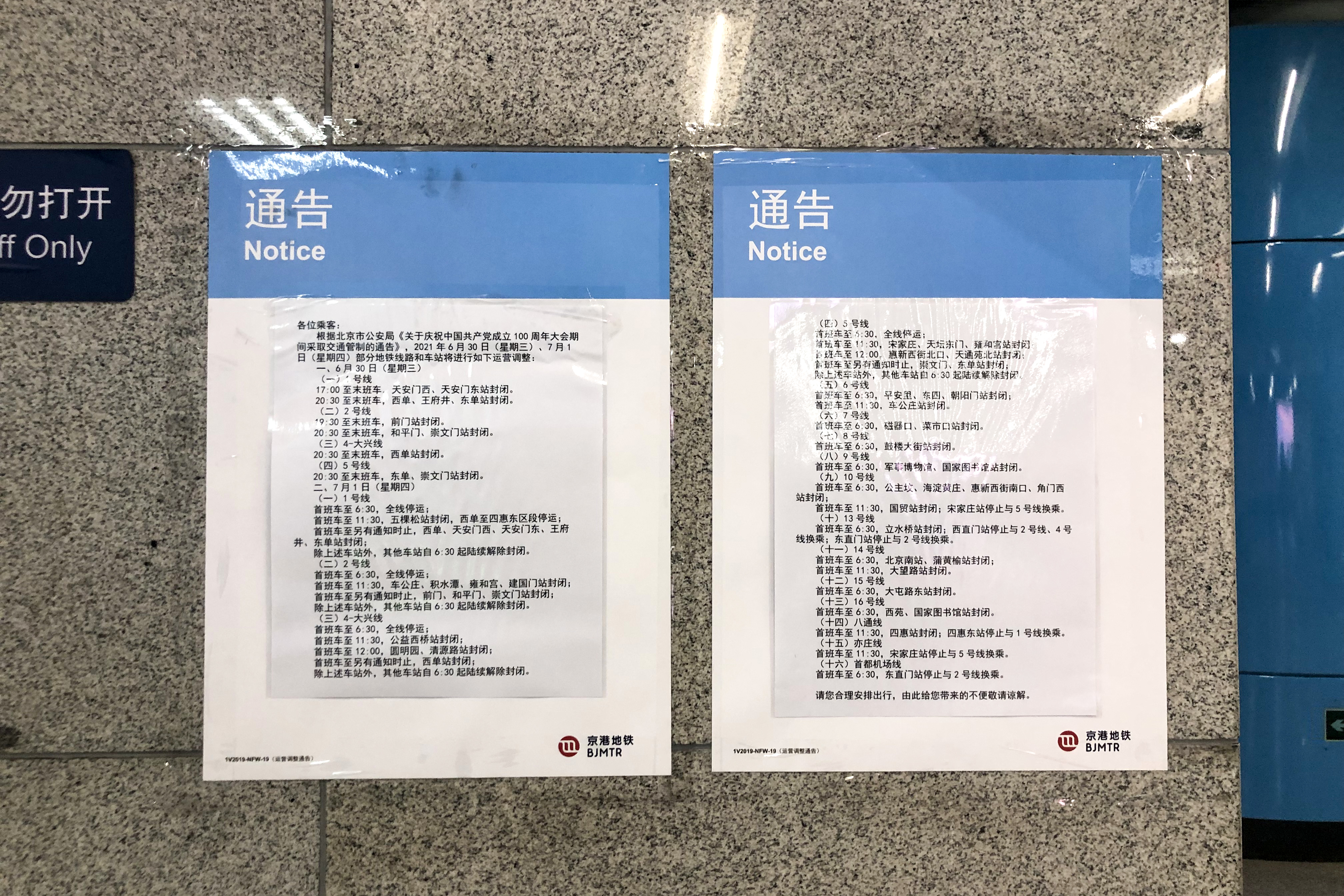
6月30日，北京地铁国家图书馆站张贴的庆祝大会期间部分车站临时封站提示

6月24日，中国伊斯兰教协会在北京市举行庆祝中国共产党成立100周年座谈会。

### 重庆市
重庆市江津区升级了全区的应急广播系统，通过4,000余个设立在农村地区田地间的喇叭播放党史理论和革命故事，让“在田间地头响起党的声音”。6月10日，重庆市文化和旅游发展委员会和重庆文联发布消息，重庆市为庆祝中国共产党成立100周年制作了以张露萍为原型的大型舞剧《绝对考验》、红色题材杂技剧《一双绣花鞋》、以毛相林为原型的话剧《天坑问道》，反映国家治理、美丽中国的现实题材歌剧《一江清水向东流》等文艺作品。6月25日，重庆市庆祝中国共产党成立100周年万人同唱一首歌群众文化活动主会场“巴渝儿女歌唱党”在重庆人民广场举行。

### 福建省
在福建省省会福州市，全市学校举办“从小学党史，永远跟党走”为主题的演讲、征文比赛等约2.4万场次，以“爱党·颂党”为主题的活动累计2,200多场次。

### 甘肃省
6月17日，甘肃省省会兰州市举行了庆祝中国共产党成立100周年“四史”宣传教育知识竞赛现场决赛。6月24日，兰州文创产业园举办了《“大河长风”——庆祝中国共产党成立100周年甘肃省黄河文化主题美术写生创作作品展》。6月底，甘肃大剧院将举行《致敬百年》（《雄关漫道》《人间正道》《复兴大道》三个篇章）音乐舞蹈史诗表演活动。

### 广东省

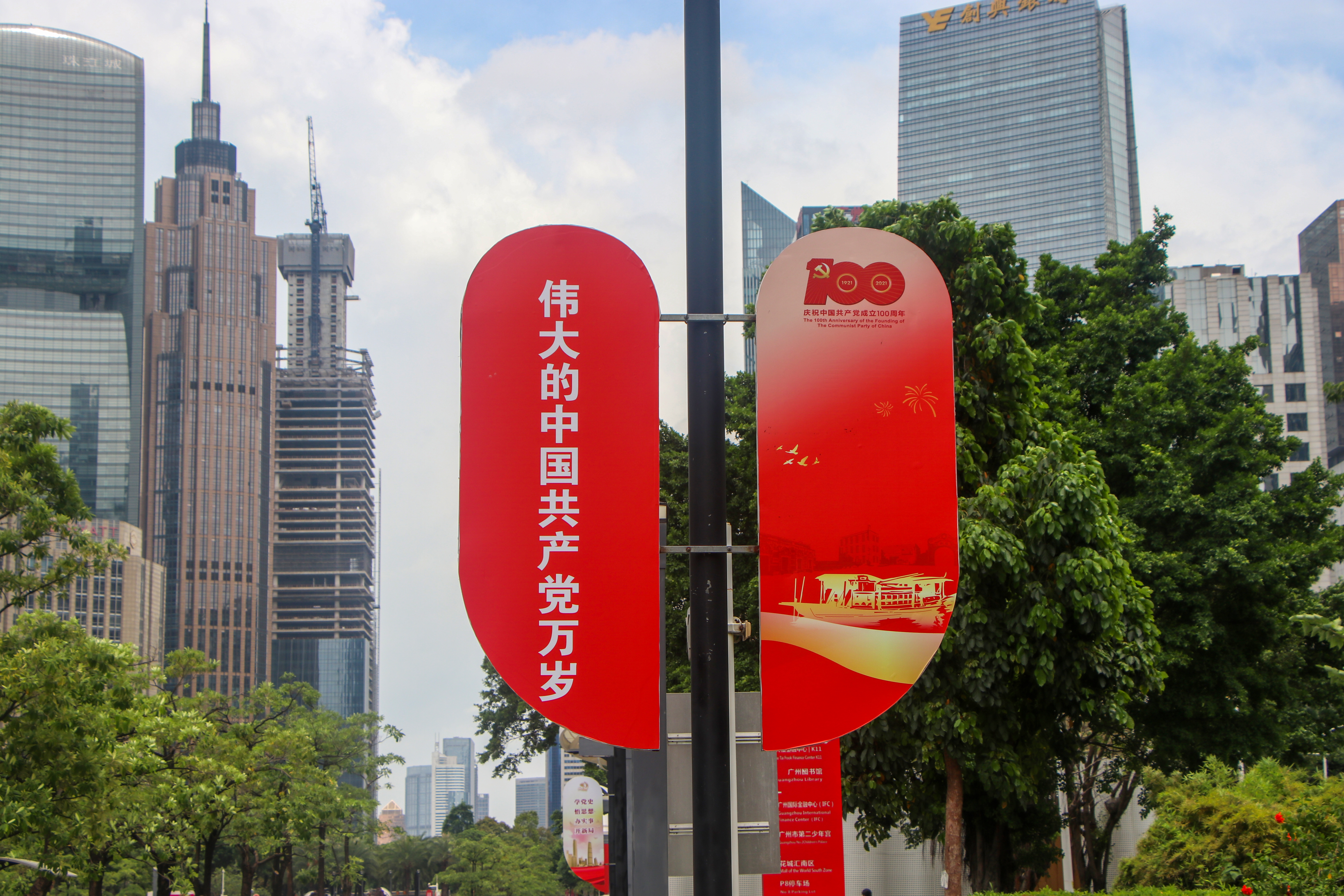
广州市一条道路上的庆祝中国共产党成立100周年的宣传广告

2021年6月25日，“向党致敬 为党祝福”亮灯庆百年活动在深圳市民中心广场启动，共有2021架无人机起飞。
2021年6月27日，广州市黄埔区、广州开发区庆祝中国共产党成立100周年无人机光影秀活动举行，三大会场共计2021架无人机同步起飞。
2021年6月28日，由中共广东省委宣传部、广东省文化和旅游厅主办，广州交响乐团承办的“广东省庆祝中国共产党成立100周年交响音乐会”在广州星海音乐厅举行。同日晚，广州“七一”主题灯光演绎活动正式亮灯，广州一带（沿江路24栋建筑媒体立面、琶洲人工智能和数字经济试验区建筑媒体立面、海心沙、九座桥梁）、两轴（旧中轴-海珠广场、新中轴-轴线上所有媒体建筑）、三节点（广州塔、中信广场、北京路电子屏幕）联动亮灯。

### 廣西壯族自治區
6月29日，“复兴大道100号”创意体验馆——建党百年·广西红馆在南宁市三街两巷正式开馆，即日起面向公众开放，地点为金狮巷68号，开放时间为 10:00-13:00、15:30-21:00，可免费入馆参观体验。同日，由自治区党委举办的“‘百年奋进 百年辉煌’——中国共产党广西历史展览”在广西展览馆开展。
當日晚，自治区政府办公厅庆祝中国共产党成立100周年文艺晚会在南宁举行，自治区主席蓝天立观看演出。晚會上表演了舞蹈《新的天地》，《国际歌》《红星照我去战斗》《我们走在大路上》等紅色歌曲，以及微话剧《焦桐的绿意》和音乐情景剧《星辰大海》《平凡岗位闪光芒》。

### 贵州省

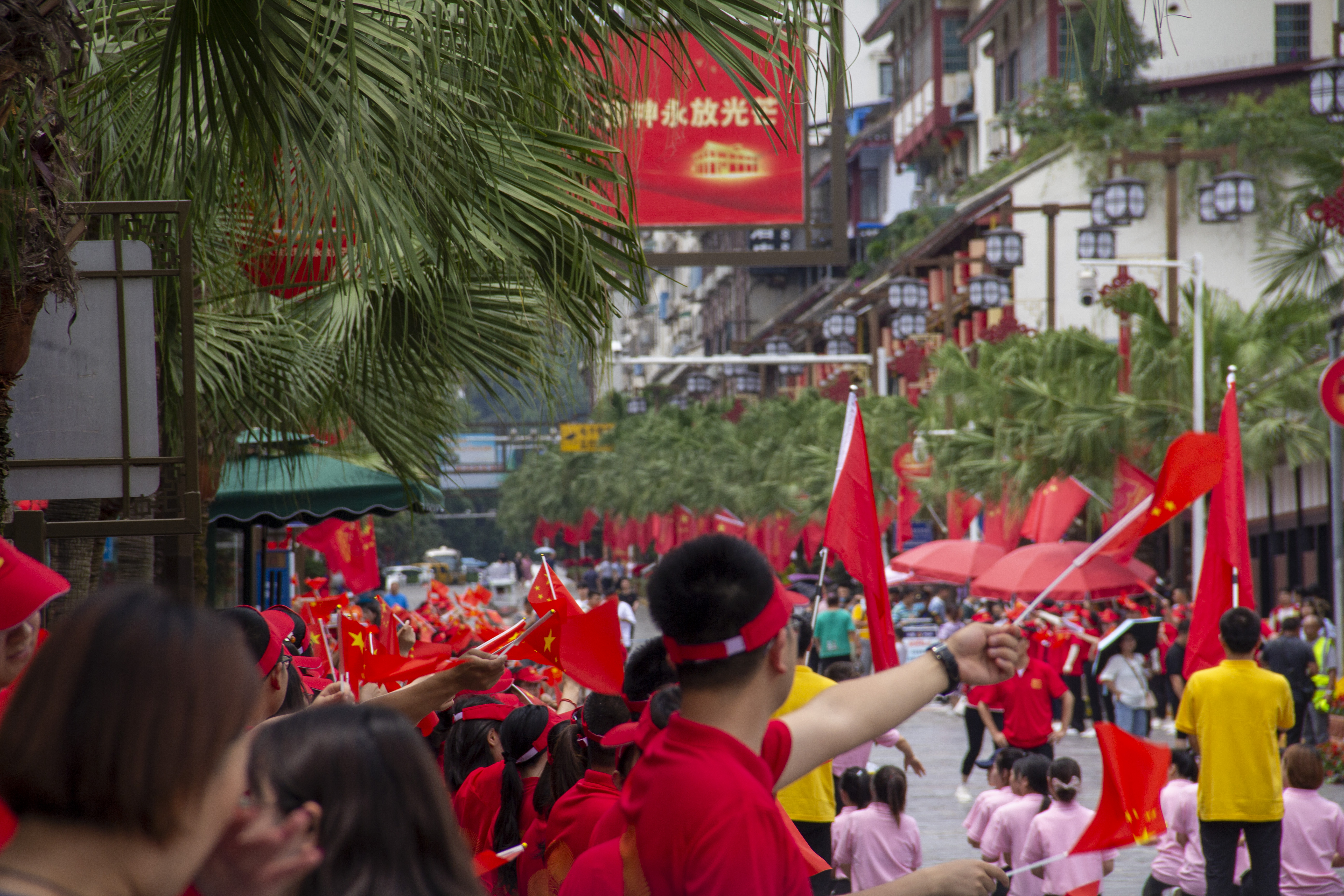
遵义会议会址旁边举行的唱红歌活动。

4月23日，贵州省人民政府举行庆祝中国共产党成立100周年活动安排新闻发布会，制作了电视剧《看万山红遍》《永恒的使命》、电影《排雷部队》《四渡》等作品，同时开展“牢记殷切嘱托、忠诚干净担当、喜迎建党百年”专题教育。6月9日，贵州省人民政府在天眼新闻APP、动静贵州APP、众望新闻APP举行线上“学党史、感党恩、跟党走——贵州省庆祝中国共产党成立100周年党史知识竞赛”活动。

### 海南省
6月30日晚，海南省庆祝中国共产党成立100周年大型音乐舞蹈史诗《解放海南岛》在海南省歌舞剧院上演。

### 河北省
6月10日，河北省委党史研究室、河北省中共党史学会在石家庄市举办河北省党史系统庆祝中国共产党成立100周年学术研讨会。6月14日，河北省秦皇岛天马山玄真观举办了庆祝中国共产党成立100周年暨平安端午节系列活动。6月29日，河北省文物局建立的“红色印冀·照耀百年”庆祝中国共产党成立100周年河北省革命纪念馆数字主题展在河北数字博物馆公共服务平台上线。6月30日晚上，河北省庆祝中国共产党成立100周年主题文艺演出——大型河北梆子情景剧《党的女儿》在石家庄人民会堂大礼堂演出。

### 河南省
6月15日晚上，由中国共产党河南省委员会宣传部、文联共同主办的“艺心向党——河南省文艺界庆祝中国共产党成立100周年文艺晚会”在河南艺术中心大剧院举行。6月17日上午，河南省党校兼行政学院系统庆祝中国共产党成立100周年理论研讨会在河南省委党校兼行政学院多功能厅召开。6月22日，河南省人民代表大会常务委员会“庆祝中国共产党成立100周年”书画摄影展正式开幕。

### 黑龙江省
5月14日，黑龙江人民政府举行庆祝中国共产党成立100周年活动新闻发布会，制作了《人民楷模王启民》《铁人三重奏》等文艺作品、《百年风华·龙江力量》《百宝讲百年》等电视专题片、《中国共产党东北交通线》《东北抗联经典故事连环画》等，开展“永远跟党走”群众性主题宣传教育活动。6月25日，哈尔滨国际会议中心举行了“初心如磐 使命在肩”黑龙江省庆祝中国共产党成立100周年大型文艺演出。

### 湖北省
6月18日，湖北省人民政府召开新闻发布会介绍湖北省庆祝中国共产党成立100周年活动安排，湖北省已经制作推出专题片《风云江城——1927中共中央在武汉》、电视剧《伟大的母亲》、图书《中国共产党湖北历史100年（大事记、简史）》等文艺作品和出版物，组织开展“党旗在基层一线高高飘扬——以实际行动庆祝中国共产党成立100周年”和“永远跟党走”等主题宣传教育活动。

### 湖南省
6月16日晚上，湖南大剧院上演红色题材民族舞剧《热血当歌》。6月18日8时，第一列韶山市至井冈山市红色专列从韶山站开出，沿途停靠醴陵站、攸县站、茶陵南站、炎陵站，同日13时40分抵达井冈山站。6月25日起，湖南省省会长沙市的湘江旁高楼，晚上亮起红色字幕“永远跟党走”等灯光秀。6月28日，长沙市人民政府将在长沙音乐厅举行庆祝中国共产党成立100周年大型交响合唱音乐会。6月30日晚上，橘子洲将燃放烟花庆祝中国共产党成立100周年。

### 吉林省
6月8日，吉林省人民政府举行庆祝中国共产党成立100周年系列主题新闻发布会，制作了电影《青春作伴好还乡》、电视剧《鹿鸣春晓》、电视纪录片《一水激活万水流》《信仰的光芒》《百年红星耀吉林》等、吉剧《魂繫长白》、话剧《白山红雪》、中国朝鲜族原创歌舞剧《郑律成》，中国朝鲜族音舞诗画《海兰江畔稻花香》、长篇小说《血色草原》《风吹稻浪》《大风大雪》等文艺作品，开展“永远跟党走”群众性主题宣传教育活动。

### 辽宁省
6月22日，“奋斗百年路 启航新征程”——辽宁省庆祝中国共产党成立100周年主题展览在辽宁省图书馆举行。

### 宁夏回族自治区
6月28日，各民主党派区委会和自治区工商联主要负责人、无党派代表人士、宗教界代表人士、非公有制经济代表人士、港澳台侨代表人士庆祝中国共产党成立100周年座谈会在银川市召开。6月28日晚上，“风华百年路 启航新征程——宁夏回族自治区庆祝中国共产党成立100周年文艺演出”在宁夏人民剧院举行。6月30日，中国共产党银川市委员会党史教育领导小组办公室指导，中国共产党银川市委员会宣传部、银川市文联、银川市新闻传媒集团共同举办的“礼赞百年·银川之光”——庆祝中国共产党成立100周年艺术作品展在贺兰山美术馆开幕。

### 江苏省

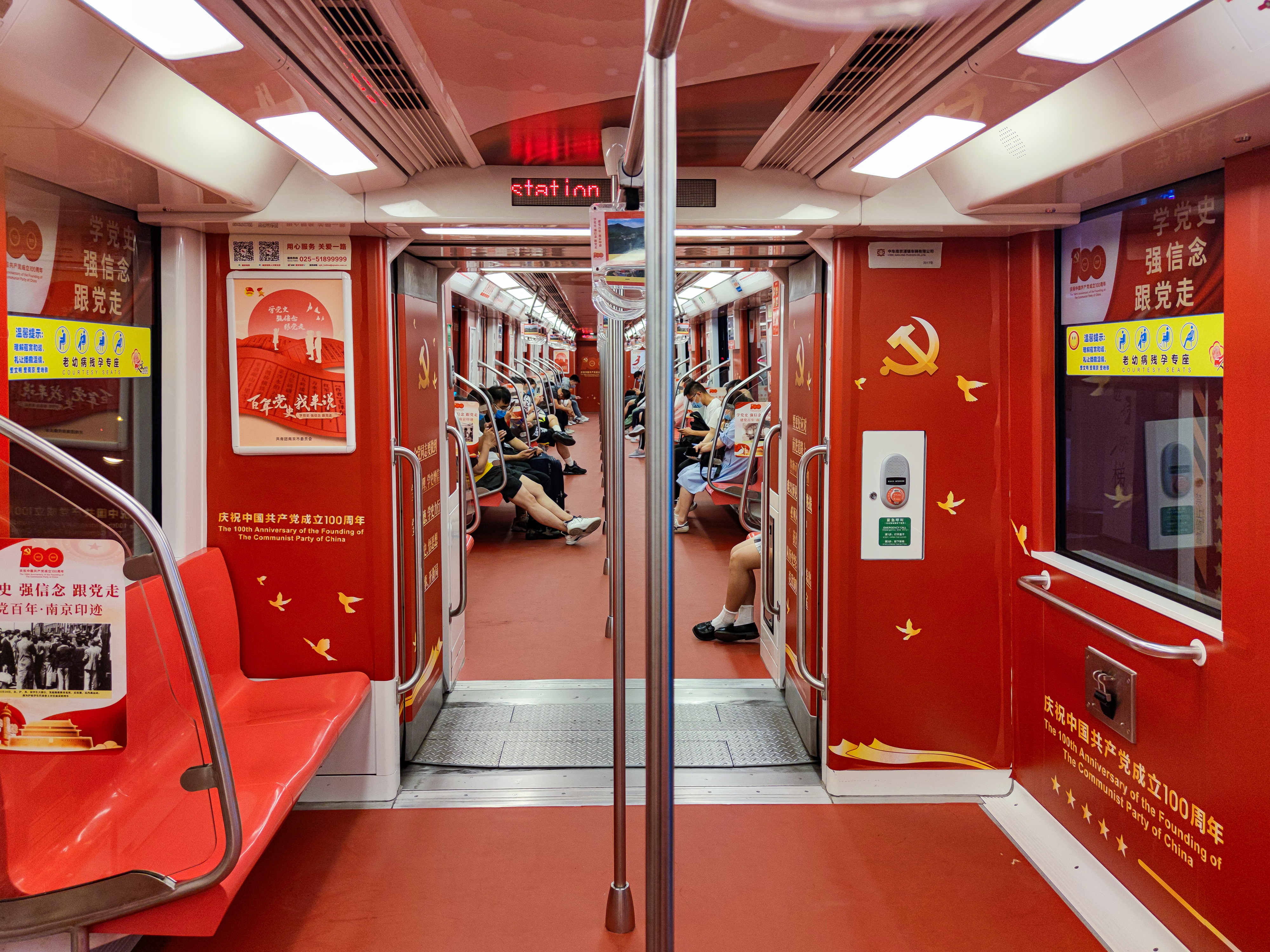
南京地铁2号线的建党百年专列

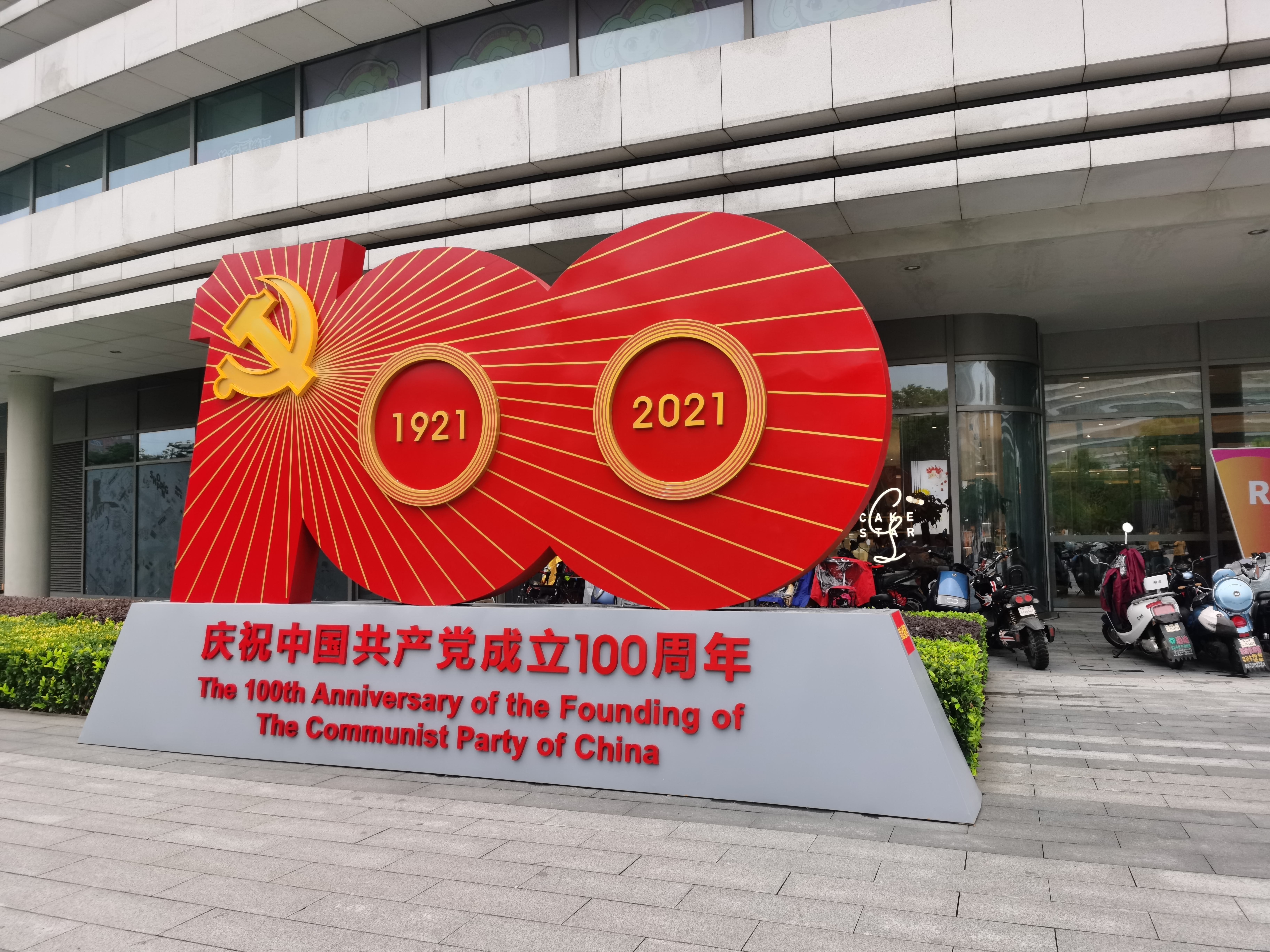
苏州奥林匹克体育中心摆放的庆祝中国共产党成立100周年的标志

2021年4月18日，中共江苏省委举办新闻发布会，介绍江苏省庆祝建党100周年活动安排有关情况。
2021年6月下旬起，南京举办庆祝建党百年主题灯光秀，并于6月25日晚8点半在《东方时空》栏目进行专题直播。

### 江西省
4月27日，中国共产党江西省委员会召开新闻发布会介绍江西省庆祝中国共产党成立100周年活动，制作了电视剧《井冈山儿女》、电影《邓小平小道》《三湾改编》、戏剧《一个人的长征》、歌剧《山茶花开》、广播剧《十七棵松》等一批文艺作品，出版了《中国共产党100年江西简史》《中国共产党100年江西大事记》《永恒的力量》等一批出版物。6月15日，江西省省会南昌市举行了江西统一战线庆祝中国共产党成立100周年文艺汇演。

### 内蒙古自治区
6月23日，“永远跟党走”——庆祝中国共产党成立100周年内蒙古自治区群众性文化活动在呼和浩特市民族团结宝鼎广场举行。

### 青海省
6月25日，青海省政府办公厅举行“奋斗百年路、启航新征程”为主题的庆祝中国共产党成立100周年文艺晚会。6月27日，“永远跟党走”青海省庆祝中国共产党成立100周年群众歌咏大会在西宁市新宁广场举行。6月29日，青海省社会科学院“庆祝中国共产党成立100周年理论研讨会”举行。

### 山东省

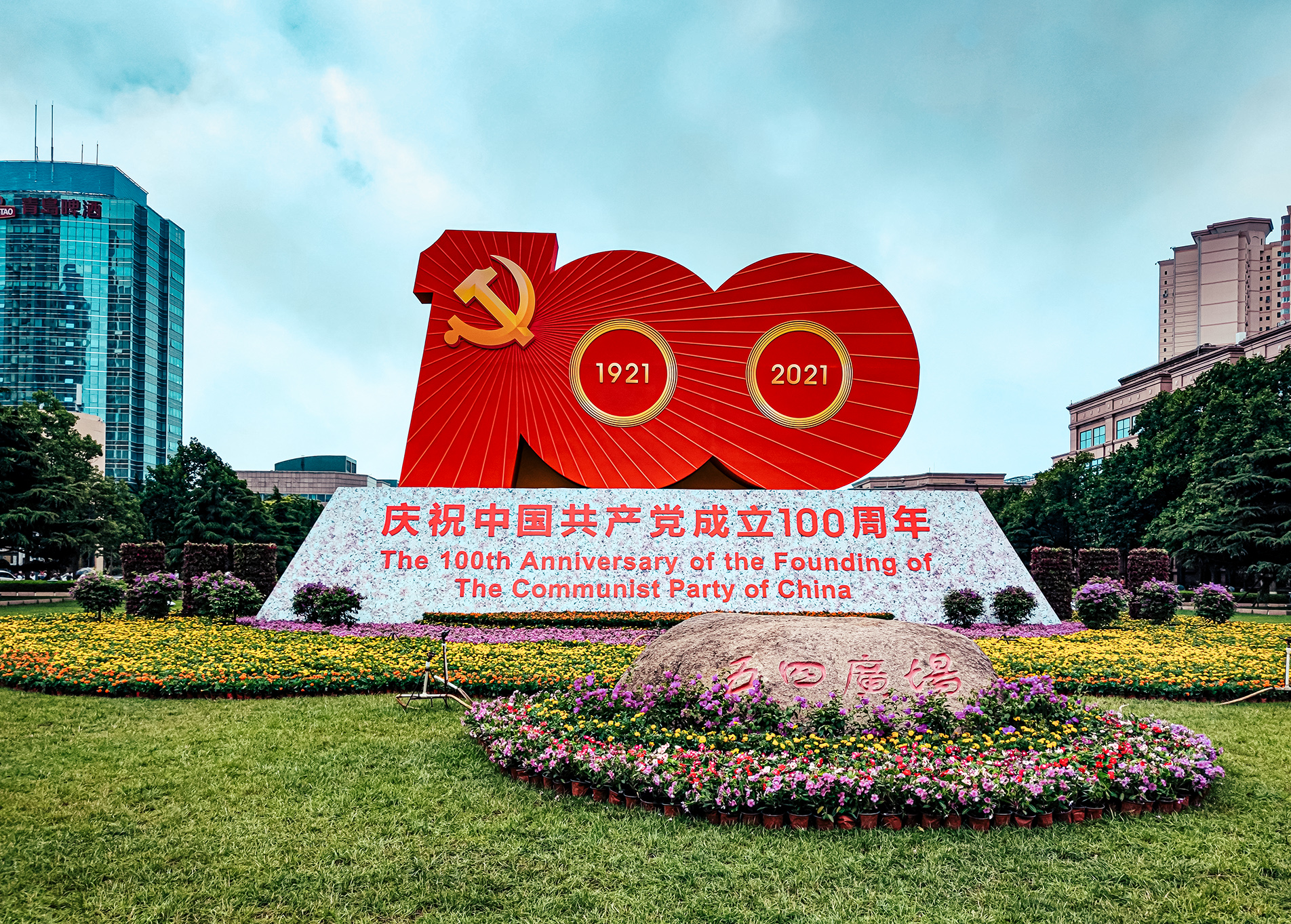
青岛五四广场的庆祝建党百年纪念雕塑

6月10日，山东省青岛市举办以“感党恩、跟党走”为主题的集体婚礼，25对新人在婚礼上共同发出“传家风树新风，感党恩跟党走”的倡议。
6月22日，中国共产党山东省委员会召开新闻发布会介绍庆祝中国共产党成立100周年重点活动安排等情况，制作了电视剧《经山历海》《温暖的味道》、书籍《写给青少年的党史》、《光耀齐鲁——100个山东优秀共产党人的故事》，开展“党旗在基层一线高高飘扬——以实际行动庆祝中国共产党成立100周年”主题活动。6月27日，山东省博物馆举办“让党旗永远飘扬——山东省庆祝中国共产党成立100周年主题展”。同日晚上，山东省大剧院举办了“百年奋进铸辉煌——山东省庆祝中国共产党成立100周年文艺演出”。

### 山西省
6月29日，山西省展览馆举行“不忘初心、牢记使命——山西省庆祝中国共产党成立100周年图片展”。6月30日，庆祝中国共产党成立100周年文艺汇演在山西大剧院上演。

### 陕西省

西安市雁塔区嘉汇汉唐书城的建党百年书籍专区

7月1日，陝西省慶祝中國共產黨成立100周年大會在延安舉行，省委書記劉國中出席並發表演說，省委副書記、省長趙一德擔任大會主持人，各界代表共1,000人參加。

### 上海市

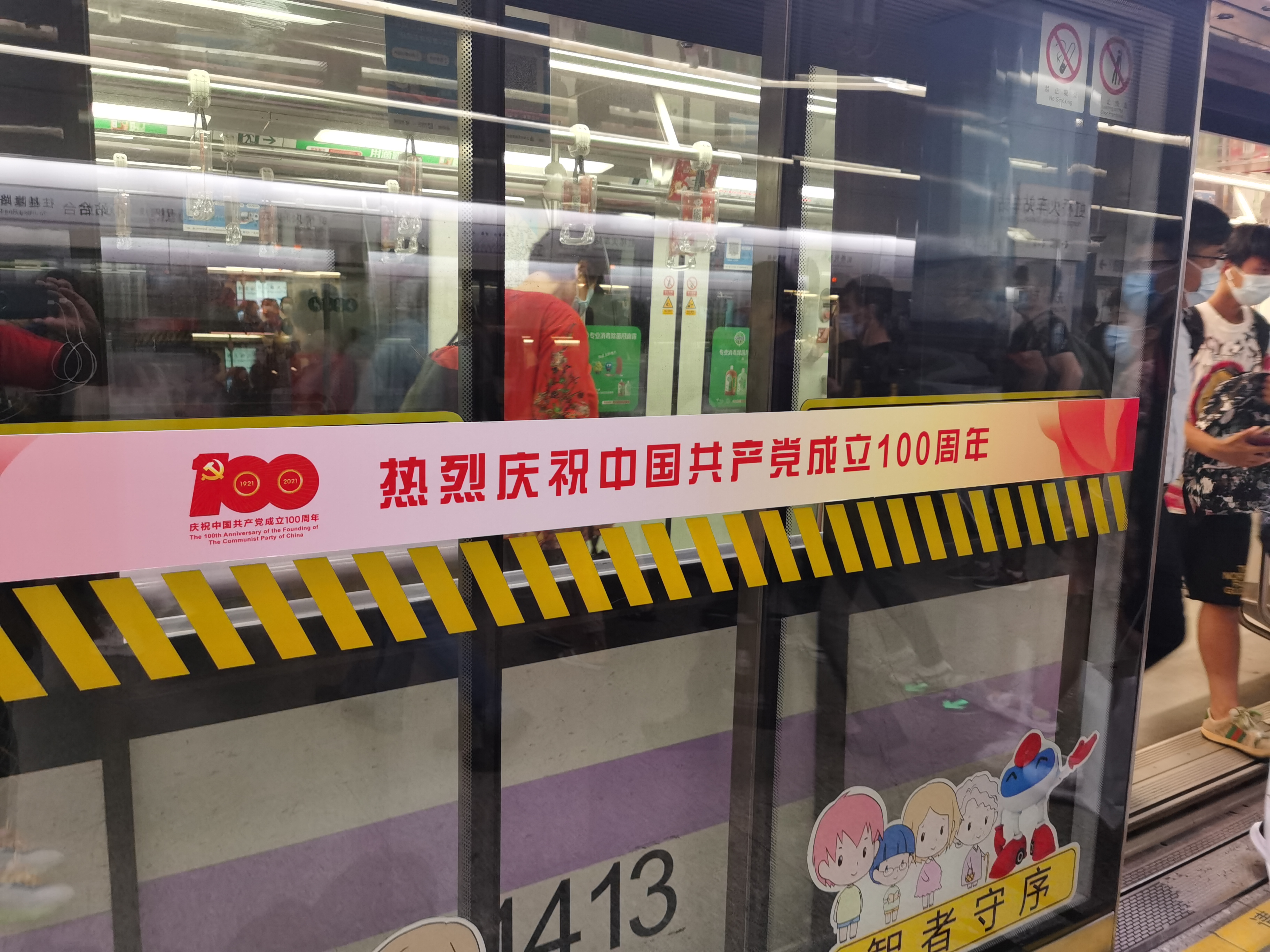
上海轨道交通10号线虹桥火车站站站台上张贴的庆祝中国共产党成立100周年的标语

2021年4月8日，中共上海市委常委、宣传部部长周慧琳向媒體介紹視頻合集《百年大党——老外讲故事》。該節目共有100集，節目中有100位外国人通過講述在華和上海的生活經歷來替中共宣傳。
2021年5月20日，中共上海市委举行新闻发布会宣布经中共中央批准，以市委名义举行上海市庆祝中国共产党成立100周年大会。
同時中共上海市委党校、上海人民广播电台、上海人民出版社、人民网上海频道、阿基米德（上海）传媒有限公司共同推出回顧中共百年歷史的黨課節目《百年大党正青春》。6月3日，上海广播电视台纪实人文频道播出纪录片《播火1920》，講述的是首位中共工人黨員江南造船廠工人李中的故事。6月4日，東方衛視播出宣傳共产党人事跡的節目《时间的答卷》。
2021年6月25日上午，上海西站至嘉興站的“重走一大路”暨“南湖·1921”红色旅游火車（Y701次）开通。
2021年6月30日至7月4日，上海黄浦江两岸将举行以“永远跟党走”为主题的光影秀，每天19时30分至22时30分逢半点、整点各展演一次。
2021年7月1日晚间举行“光辉的旗帜——上海市庆祝中国共产党成立100周年文艺晚会”。

### 四川省
6月17日，由甘孜藏族自治州委主办，州委宣传部、州委组织部、州委党史研究室、州志办、州社科联承办的“坚守初心·逐梦前行”甘孜州庆祝中国共产党成立100周年理论研讨座谈会在甘孜州首府康定召开。
6月24日，四川甘孜州稻城县举办“礼赞建党百年、唱支红歌给党听”庆祝中国共产党成立100周年文艺汇演。

### 天津市
4月8日，天津市人民政府召开新闻发布会介绍了庆祝中国共产党成立100周年活动的有关安排，包括学习党史教育，举办“党的盛典、人民的节日”群众活动，制作电视剧《爱在山海间》《我们的队伍向太阳》，评剧《革命家庭》《骄杨》，“百年风华——中国共产党理论与实践研究丛书”，《百年百讲——中国共产党成立100周年故事》宣讲读本等。

### 西藏自治区

#### 拉萨市
6月29日晚上，西藏自治区拉萨市举办《百年征程铸辉煌》庆祝中国共产党成立100周年大联唱文艺晚会。
中国农业银行西藏分行(以下简称“农行西藏分行”)在拉萨举办了“颂歌献党庆百年”庆祝建党100周年文艺汇演活动。农行西藏分行本部、拉萨分行干部员工与广大客户、嘉宾齐聚一堂，用欢歌乐舞迎接党的百年华诞和西藏和平解放70周年，热情讴歌党的百年辉煌和丰功伟绩以及和平解放以来，短短几十年，跨越上千年西藏取得的全方位变化，唱响农行心声，凝聚奋进力量。

#### 日喀则市
6月7日，西藏日喀则军分区举办“人人争做党史通·高原战士心向党”党史知识竞赛活动。
6月15日，江孜县行政村文艺演出队文艺汇演暨“歌颂幸福生活·共筑美丽江孜”文艺比赛在江孜宗山广场隆重举行。
6月17日，亚东县首批新时代红色文化“小小讲解员”聘任仪式在亚东边关文化展示馆举行。
6月18日，国网日喀则供电公司开展“永远跟党走·奋进新征程”职工红色歌曲合唱比赛。
6月21日，白朗县组织开展“重走长征路·永远跟党走”红色教育徒步体验活动。
6月24日，珠峰城投集团举办以“学百年党史·做时代先锋”为主题的党员宣讲比赛总决赛。
6月26日，扎什伦布寺管委会举行“庆祝中国共产党成立100周年和西藏和平解放70周年”僧人演讲大会。

### 新疆维吾尔自治区
6月22日，中国共产党新疆维吾尔自治区委员会宣传部、组织部、党史和文献研究院、党校（行政学院）、新疆社会科学院、自治区社科联联合召开庆祝中国共产党成立100周年理论研讨会。
6月30日，新疆维吾尔自治区博物馆“永远跟党走--庆祝中国共产党建党100周年新疆革命文物展”举行开幕仪式。6月28日，新疆生产建设兵团庆祝中国共产党成立100周年文艺演出《当祖国需要我们的时候》在乌鲁木齐市举行。6月29日晚上，庆祝中国共产党成立100周年主题文艺晚会《光辉历程》在新疆人民会堂举行。

### 云南省
6月28日晚，云南省庆祝中国共产党成立100周年文艺晚会“恰是百年风华”在云南大剧院上演。6月29日，云南省博物馆举行“‘不忘初心、牢记使命’——云南省庆祝中国共产党成立100周年成就展”。

### 浙江省
为庆祝中国共产党成立100周年，“学习强国”浙江学习平台和浙江广电集团联合推出大型融媒体党史竞赛节目《世纪航程：中国共产党党史知识学习达人挑战赛》，在浙江卫视播出。
6月24日晚开始，杭州市各区都有庆祝建党100周年主题的灯光秀、音乐喷泉表演。全市148块户外电子显示屏每天143次滚动播放庆祝中国共产党成立100周年主题宣传内容。
6月26日，中共浙江省委新闻发言人朱国贤在新闻发布会上表示，浙江省将为庆祝中国共产党成立100周年重点开展8个方面的庆祝活动。
6月27日，浙江省庆祝中国共产党成立100周年大型交响诗画文艺演出《百年红船扬帆远航》在杭州黄龙体育中心体育馆举行。

### 香港特别行政区

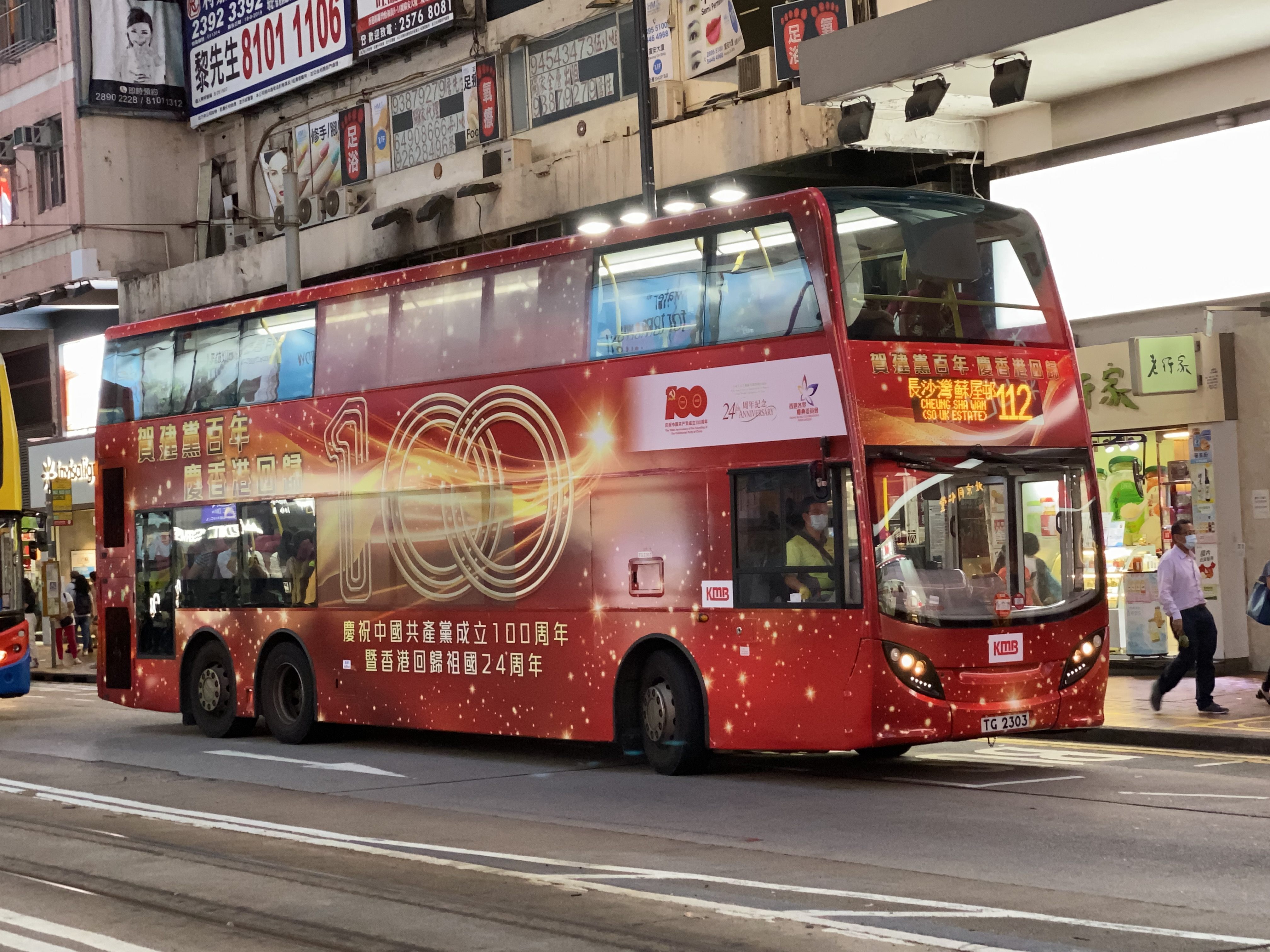
香港九龍巴士112線一輛帶有建黨百年車身廣告的Enviro 500 MMC

2021年6月12日，“中国共产党与‘一国两制’主题论坛”在香港会议展览中心举行，作为庆祝中国共产党成立100周年的活动之一。论坛由香港中联办、驻港国安公署、外交部驻港特派员公署、驻港部队联合主办，香港特区政府特邀主办。
6月25日下午，香港广东社团总会在湾仔会展中心举行“庆建党百年 贺香港回归”系列活动启动礼暨10区分会成立仪式。香港广东社团总会已陆续进行多项活动庆祝建党百年和香港回归祖国24周年，包括前往新界乌蛟腾抗日英烈纪念碑缅怀革命先烈、举办义工骨干培训班等。7月1日当日，总会将组织百辆巴士进行“爱国主义教育一日游”，并举办电影《1921》欣赏会。
6月27日晚，香港特别行政区发布消息称，香港行政长官林郑月娥将应邀前赴北京，参加中国共产党成立100周年庆祝活动。
6月30日，“百年風華——香港各界青年慶祝中國共產黨成立100周年暨香港回歸祖國24周年文藝晚會”在香港紅磡體育館舉辦，來自400多個青年團體的數千名青年代表在現場觀看演出，共同為建黨百年和香港回歸祖國24周年獻上祝福。晚會共分為五幕，分別為《救亡圖存》《照亮東方》《春回香江》《紫荊綻放》《嶄新篇章》，由香港著名歌手、合唱團、管弦樂團、朗誦團等表演者，以歌曲、舞蹈和詩歌朗誦等藝術形式呈現。
中國共產黨100週年成立之際，剛好是香港特别行政區成立24週年。由於2019冠狀病毒病香港疫情，故此香港慶祝中共成立100週年並無煙花匯演，但是當晚有激光匯演及幻彩詠香江。2021年7月1日會有升國旗儀式。

### 澳门特别行政区
6月25日，由澳门10个社团联合发起成立的“澳门社会各界庆祝中国共产党成立100周年活动筹委会”将举办座谈会、文艺晚会、歌唱比赛等系列活动，庆祝中国共产党成立100周年。6月27日，“百年光辉——庆祝中国共产党成立100周年文艺晚会”在澳门举行。
6月27日晚，澳门特别行政区发布消息称，澳门行政长官贺一诚将应邀前赴北京，参加中国共产党成立100周年庆祝活动。

### 各地宗教團體
各地的省級、地級、縣級宗教團體紛紛舉辦中國共產黨成立100周年慶祝活動，包括安徽省、北京市、福建省、甘肃省、贵州省、海南省、河北省、河南省、黑龙江省、湖北省、湖南省、吉林省、辽宁省、江西省、陕西省、四川省、天津市、云南省等。

## 轶事
百年党庆之际，中华人民共和国政府加强政治宣传及舆论宣导，中國共產黨中央委員會黨史和文獻研究院表示将编辑出版习近平的著作和宣传习近平思想列为首要任务；除此之外，中国大陆官方重提六四事件，中国中央电视台在6月20日起播出的党庆节目《敢教日月换新天》中的第十一集举旗定向以及中共中央党史和文献研究院《中国共产党一百年大事记（1921年7月－2021年6月）》将六四事件的原因定义为“国内外一些敌对势力利用人们的不满，趁机渗透破坏、制造分裂，妄图把中国搞乱，改变中国的社会主义方向”，并将六四事件的结局定义为“党和政府依靠人民，旗帜鲜明地反对动乱，平息在北京发生的反革命暴乱”。
另外，《中国共产党一百年大事记（1921年7月－2021年6月）》大体呈现“详近略远”的布局，当中现任党总书记习近平的名字出现频率高于所有历届领导人。
BBC中文網报道引述一位北京市民说：“现在晚上打开电视，几十个卫视台清一色的都是革命打仗的电视剧，不是讲解放的就是抗日神剧。天天都在建党、建国，你还能有什么别的选择吗？”

## 安保工作
北京市在活动期间加强了安保工作。中國国家邮政局、公安部、国家安全部共同发布《关于加强中国共产党成立100周年庆祝活动期间寄递物品安全管理的通告》，要求对进出北京市的快递和包裹实施“二次安检”，严防不法分子利用寄递渠道实施危害国家安全、公共安全的违法犯罪活动。早于6月23日起，天安门广场及周边区域便实施封闭管理；除北京外，天津、河北、贵州、吉林、青海等多省多地都宣布禁飞无人机、风筝、气球等影响飞行安全的物体；各地民生活动受到不同程度限制，例如要求民众“实名制”购买刀具、暂停供应天然气、禁止电动车上路、强制北京特定区域的店铺关闭等。直至七一前夕，北京多名独立记者及异见人士被当局派人到寓所外「上岗」监视，或者带到外地旅游，引发舆论争议。

## 各方反应

### 台灣
前中國國民黨主席前主席連戰、洪秀柱，親民黨主席宋楚瑜、新黨主席吳成典、勞動黨、无党团结联盟等政党、团体及一些人士以不同形式向中国共产党成立100周年表示祝贺。不过，中國國民黨未正式向中国共产党發賀電，時任國民黨主席江啟臣解釋稱過去兩黨之間未有發賀電的慣例，現今對於兩岸來說，最重要的就是追求穩定、和平、繁榮，以及人民的自由平等，希望能夠找回對話的基礎與交流的管道，雙方朝著為人民解決問題的目標努力。
民主进步党方面，就习近平在庆祝大会的讲话中有关“坚持一个中国原则和九二共识，推进祖国和平统一进程”的内容，大陸委員會回应称，“中共推假民族復興之名，對內進行專制獨裁，乃至在經濟上走‘國進民退’的回頭路；同時更干擾國際秩序，展露成為區域及全球霸權的野心，這種歷史性的決策錯誤與持續危害性作為，已經對區域安全及全球民主自由體系造成嚴重的威脅”。陸委會“呼籲對岸真正『以史為鑑』，推動符合民主政治之政黨競爭、尊重人權與落實人民民主要求，早日推動政治改革、還政於民，同時更應放棄對外恃強凌弱的強制主張與行徑，真正成為區域和平負責任的一方”。
6月25日，中華民國大陸委員會发文指出中共建党100周年庆祝大会是“高度统战活动”，中央政府或地方政府现职公职人员，或退职人员仍受赴陆列管限制者禁止参会。28日，艺人张韶涵以“中国台湾”身份参加庆祝中国共产党成立100周年文艺演出《伟大征程》，遭到陆委会批评，认为台湾民众“应考量国家尊严、社会观感及法律规范”，“认清中共以‘拉打两手’对台进行分化的手段与野心，不应参加或配合中共举办的政治性活动，沦为其对台统战样板工具，也不应呼应、配合中共对台进行统战宣传，伤害中华民国的国家主权及认同”。就习近平在庆祝中国共产党成立100周年大会的讲话中有关“坚持一个中国原则和九二共识，推进祖国和平统一进程”的内容，大陸委員會认为，“中共推行西方自由市場經濟制度的‘改革開放’政策，取得一定程度上的經濟發展，但用一黨專制政體箝制人民民主與侵犯人權自由，假民族復興之名，對內進行專制獨裁，乃至在經濟上走‘國進民退’的回頭路；同時更干擾國際秩序，展露成為區域及全球霸權的野心，這種歷史性的決策錯誤與持續危害性作為，已經對區域安全及全球民主自由體系造成嚴重的威脅”。陸委會“呼籲對岸真正「以史為鑑」，推動符合民主政治之政黨競爭、尊重人權與落實人民民主要求，早日推動政治改革、還政於民，同時更應放棄對外恃強凌弱的強制主張與行徑，真正成為區域和平負責任的一方”。
台湾两岸政策协会理事长谭耀南说：“习近平重复了如下警告，即任何人都不要低估大陆粉碎‘台独’企图和实现两岸统一的决心，但值得指出的是，他重申了要通过和平手段推进两岸统一。”台湾国际战略学会理事长王昆义说，习近平发誓要捍卫中国的主权和领土完整是在警告华盛顿不要干涉。国立政治大学东亚研究所所长王信贤则表示，习近平提到“任何人都不要低估中国人民捍卫国家主权和领土完整的坚强决心、坚定意志、强大能力”，这是说给两种人听的，一是外国人，二是自认不是“中国人的人”，即“台独”势力。

### 印度
印度共產黨總書記拉賈向中國國家主席、中共總書記習近平發來賀信，讚揚他領導中國成為經濟大國，並讚揚中國應對新冠肺炎疫情的表現。印度共產黨（馬克思主義）總書記西塔拉姆·亞秋里也向習近平致賀信，稱上個世紀的歷史見證了中國政策演變的方式，中國能經常發現和糾正錯誤。

### 美國
据英国广播公司的报道，美国国会跨党派议员小组于6月24日提交决议，指责中國共產黨在过去100年来侵犯人权，该决议由共和党籍威斯康星州参议员麦克·加拉格尔牵头，得到同为共和党籍的得克萨斯州众议员麥克·麥克考、纽约州参议员埃莉斯·斯蒂芬尼克、宾夕凡尼亚州众议员布萊恩·菲茨派翠克签名。
特斯拉公司CEO马斯克在推特上新华社官方庆祝中共成立百年的推文下回覆道：“中国取得的经济繁荣确实令人赞叹，尤其在基础建设方面！我鼓励人们亲身到中国去看看。”

### 俄罗斯
6月28日，在同习近平进行的视频会晤中，俄罗斯总统普京“以个人名义”向习近平祝贺中共成立100年。

### 新加坡
新加坡总理李显龙以新加坡人民行动党秘书长的身份致贺函给中共中央总书记习近平，亲笔书写中文贺词庆祝中共建党100周年。李显龙在信函中指出人民行动党和中国共产党“交往频繁”，使两党之间“建立密切友好的关系”。

### 日本
日本执政党自民党干事长二阶俊博、日本自民党前总裁河野洋平、日本最大在野党立宪民主党党首枝野幸男、日本立宪民主党众议员小泽一郎、日本社民党党首福岛瑞穗向中共發來賀電。不過自民党干部和立宪民主党党首枝野幸男表示，兩黨是受中方請託才發的賀電。枝野幸男指出香港、西藏等地的人权狀況令人遗憾，中共建党100周年并非值得祝贺之事。日本共產黨則未對中共發出賀電，反而批评中共侵犯维吾尔族及香港人的人权，入侵日本领海，“不配称为共产党”。

### 委內瑞拉
委内瑞拉政府在委內瑞拉总统府举行中国共产党成立100周年暨中委建交47周年庆祝大会。

### 吉爾吉斯
吉爾吉斯總統薩德爾·賈帕羅夫在6月17日的視頻講話中祝賀中國國家主席習近平。

### 巴基斯坦
巴基斯坦總理伊姆蘭·汗祝賀中國共產黨成立100週年，並且慶祝中巴建交70週年。

### 其他

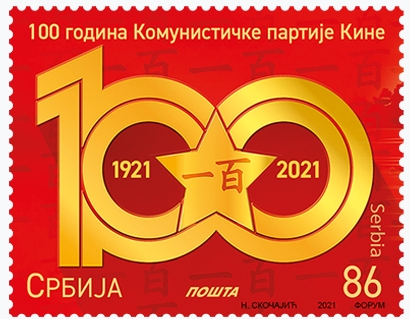
2021 年塞尔维亚邮票

截至6月27日，中共中央对外联络部指其一共收到1300多封贺电函，致贺人包括150多位国家元首、政府首脑，200多位政党的主要领导人，其中有赞比亚总统埃德加·倫古、密克罗尼西亚联邦总统戴维·帕努埃洛、南非共产党总书记恩齐曼迪、圣多美和普林西比国民议会议长内韦斯、苏里南民族民主党主席鲍特瑟、也门改革集团领导成员巴西拉、伊朗伊斯兰发展基金会主席加福里法尔德、马来西亚华人公会总会长、政府交通部长魏家祥、塔吉克斯坦人民民主党主席兼总统拉赫蒙、肯尼亚朱比利党领袖兼总统肯雅塔、保加利亚社会党主席妮诺娃、柬埔寨柬中关系发展学会会长谢莫尼勒、白俄罗斯总统办公厅主任谢尔格延科、巴哈马进步自由党主席米切尔、捷克参议院对华友好小组主席杜布拉瓦、法国共产党前全国书记罗贝尔·于、尼泊尔大会党外事部负责人卡德卡、中国欧盟商会主席伍德克、俄罗斯俄中经贸关系发展协会主席奥列格·杰米好、土耳其土中商业促进友好协会主席阿克菲拉特、奥地利奥中友协常务副主席卡明斯基、英国剑桥大学研究员、东西方战略研究所主任易思、埃及总统阿卜杜勒-法塔赫·塞西、安哥拉总统若昂·洛伦索、刚果共和国总统德尼·萨苏-恩格索、科摩罗总统阿扎利·阿苏马尼、厄瓜多尔总统吉列尔莫·拉索、卡塔尔埃米尔塔米姆·本·哈迈德·阿勒萨尼、巴基斯坦总理伊姆兰·汗、斯里兰卡总理马欣达·拉贾帕克萨、阿富汗民族和解高级委员会主席阿卜杜拉·阿卜杜拉、多米尼克总理罗斯福·斯凯里特、牙买加总理安德鲁·霍尼斯、所罗门群岛总理梅納西·索加瓦雷、叙利亚统一叙利亚共产党总书记哈立图、黎巴嫩自由国民阵线主席吉卜兰·巴西勒、突尼斯民主爱国人士统一党中央委员会主席朱姆尔、罗马尼亚社会民主党主席马切尔·乔拉古、上海合作组织秘书长弗拉基米尔·诺罗夫和阿拉伯国家联盟秘书长艾哈马德·阿布尔·盖特等。
希腊国际关系学者派拉·卡帕西奥塔基、尼日利亚中国研究中心主任查尔斯·奥努纳伊朱、坦桑尼亚达累斯萨拉姆大学教授汉弗莱·莫希、津巴布韦中非经济文化交流研究中心研究员唐纳德·鲁沙布瓦、英国共产党总书记罗伯特·格里菲思、美国特斯拉公司首席执行官伊隆·马斯克等多国人士对习近平总书记在庆祝大会上的讲话予以高度评价
德國媒體對慶典評價不高，：《每日镜报》分析习近平在中共建党百年庆典上的讲话後，刊出一篇题为“习近平誓要实现中国民族复兴”的评论，認為共产党对中国历史双重标准，抨击了习近平在庆典讲话中只提中国近代屈辱史，卻不提文革等中共自身的严重错误 是双重标准的行为。另一份德国報章《商报》則以“欧盟必须对中国划出红线”为题，呼籲歐盟趁現在中國還需要歐洲企業技術時，在对华关系中更加坚决地守衛自身利益。
日本、印度、加拿大、法国皆有不同团体发起示威，表达对中國政府的不满，称其党庆是“历史上黑暗的一天”。